# 서큘러 키

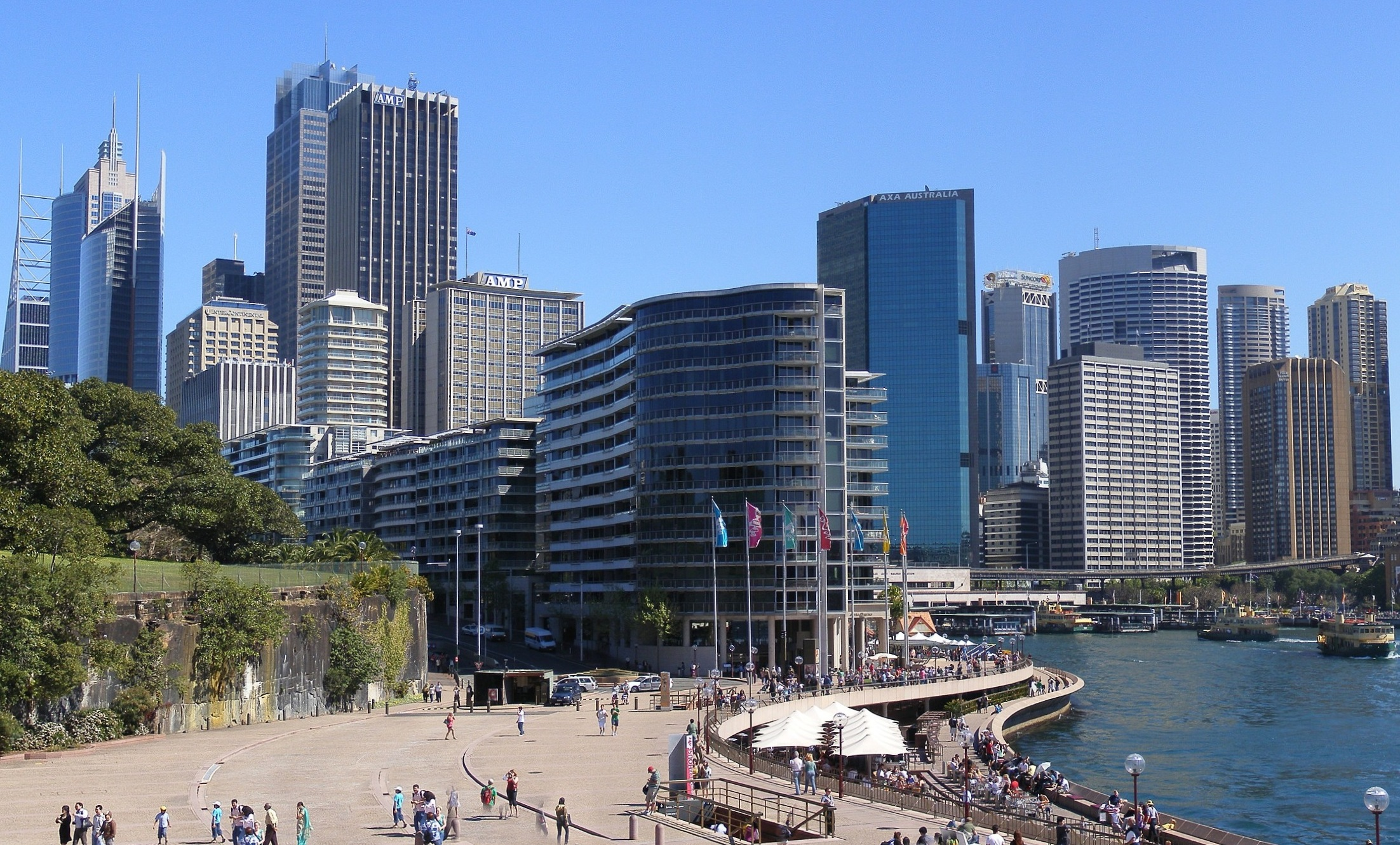
서큘러 키

서큘러 키(영어: Circular Quay)는 오스트레일리아 시드니에 있는 부두이다. 시드니 중심 업무 지구의 북쪽 가장자리에 있으며, 베네롱 포인트와 더 록스 사이에 있다. 서큘러 키에는 산책로가 있어, 쇼핑몰, 공원, 레스토랑이 즐비하다. 또한 시드니 항을 횡단하는 페리 승강장, 버스 터미널, 기차역이 설치되어 있기 때문에 시드니의 교통 중심지이기도 하다.

## 같이 보기
- 오스트레일리아 현대미술관